# 苏天赐
苏天赐（1922年8月23日—2006年8月25日），中华人民共和国画家、南京艺术学院教授、中国美术家协会江苏分会常务理事。其绘画师承林风眠，在油画的形式上追求东方韵味。

## 生平
1922年出生于广东省阳江市。少年時常臨摹前輩的畫，尤其欣賞石濤和八大山人。1943年考上国立艺专，师承林风眠，在1948年毕业并成为林风眠的助教。
曾于广东省立艺专、杭州国立艺专、山东大学、华东艺专、南京艺术学院等校任教；并担任中国美术家协会会员、中国美术家协会江苏分会常务理事、江苏油画研究会顾问。
2006年逝世。

## 作品

### 黑衣女像
其人物造型优美，受到马蒂斯影响；纤长的双手有阿梅代奥·莫迪利亚尼的影子；衣着及其背景的色彩则来自埃尔·格列柯。
1949年，该作品被认为是形式主义，苏天赐因而遭到公开批判，被迫离校。1966年，文革开始，《黑衣女像》被抄走，1979年于垃圾堆中寻回。